# SNCF Viajeros
SNCF Viajeros (SNCF Voyageurs en idioma francés y oficialmente) es la empresa del Grupo SNCF dedicada a la prestación de servicios de transporte de pasajeros por ferrocarril.
Se creó el 1 de enero de 2020, tras desmantelarse SNCF Mobilités, pasando SNCF Viajeros a ser la operadora de los servicios TGV inOui, Ouigo, Intercités, Transporte Exprés Regional, RER, Transilien y SNCF Connect. 